# Manfred Schmid
Manfred Schmid (Liezen, 6 de junio de 1944) es un deportista austríaco que compitió en luge en la modalidad individual y doble.
Participó en cuatro Juegos Olímpicos de Invierno entre los años 1964 y 1976, obteniendo una de oro y una de plata en Grenoble 1968. Ganó siete medallas en el Campeonato Mundial de Luge entre los años 1967 y 1978, y cinco medallas en el Campeonato Europeo de Luge entre los años 1970 y 1974.

## Palmarés internacional
| Juegos Olímpicos   | Juegos Olímpicos      | Juegos Olímpicos  | Juegos Olímpicos |
| Año                | Lugar                 | Medalla           | Prueba           |
| ------------------ | --------------------- | ----------------- | ---------------- |
| 1968               | Grenoble (Francia)    | Medalla de oro    | Individual       |
| 1968               | Grenoble (Francia)    | Medalla de plata  | Doble            |
| Campeonato Mundial |                       |                   |                  |
| Año                | Lugar                 | Medalla           | Prueba           |
| 1967               | Hammarstrand (Suecia) | Medalla de plata  | Doble            |
| 1969               | Königssee (RFA)       | Medalla de oro    | Doble            |
| 1969               | Königssee (RFA)       | Medalla de plata  | Individual       |
| 1970               | Königssee (RFA)       | Medalla de oro    | Doble            |
| 1971               | Valdaora (Italia)     | Medalla de plata  | Doble            |
| 1975               | Hammarstrand (Suecia) | Medalla de plata  | Individual       |
| 1978               | Imst (Austria)        | Medalla de bronce | Individual       |
| Campeonato Europeo |                       |                   |                  |
| Año                | Lugar                 | Medalla           | Prueba           |
| 1970               | Hammarstrand (Suecia) | Medalla de bronce | Doble            |
| 1971               | Imst (Austria)        | Medalla de plata  | Doble            |
| 1971               | Imst (Austria)        | Medalla de bronce | Individual       |
| 1973               | Königssee (RFA)       | Medalla de bronce | Individual       |
| 1974               | Imst (Austria)        | Medalla de plata  | Individual       |